# Ernst Denny Hirsch Ballin

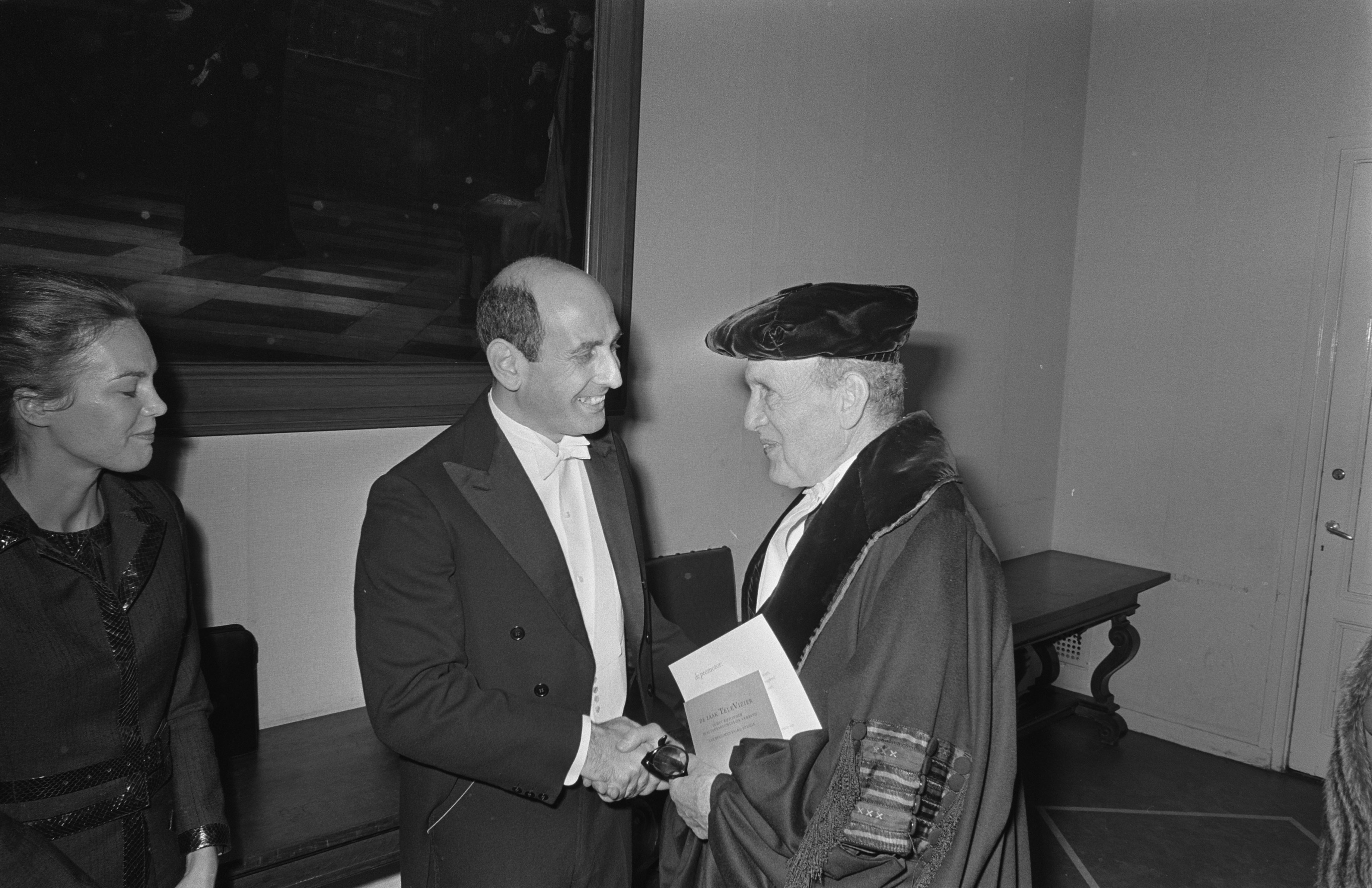
Promotie L. van Vollenhoven, E.D. Hirsch Ballin (rechts), 1970

Ernst Denny Hirsch Ballin (Wiesbaden, 27 november 1898 – Amsterdam, 15 maart 1975) was een Duits-Nederlandse rechtsgeleerde. Hij werd gezien als een autoriteit op het gebied van het auteursrecht. De Nederlandse politicus Ernst Hirsch Ballin is zijn zoon.  

## Jeugd en opleiding
Ernst Denny Hirsch Ballin was de tweelingzoon van Heinrich Hirsch, een wijnhandelaar en Amalia Louise Ballin wier beider achternamen later gecombineerd werden tot Hirsch Ballin. Hij en zijn broer Fritz Maximillian werden geboren in een nauwelijks praktiserend joods gezin. Hun geboorteplaats Wiesbaden verruilden ze in 1917 voor München, waar ze bij hun zus gingen inwonen en Ernst Denny rechten ging studeren en Fritz Maximillian medicijnen. Slechts één semester studeerde Ernst Denny elders en wel in Frankfurt am Main teneinde beroepsmatig in aanmerking te komen voor de advocatuur van zijn geboortestad Wiesbaden dat eveneens in Hessen-Nassau lag. In 1922 haalde Hirsch Ballin summa cum laude zijn bul bij prof. dr. Wilhelm Kisch met het proefschrift Das Recht aus der Erfindung en vanaf begin 1923 mocht hij de titel doctor utriusque juris voeren. In 1924 werd hij rechter, in 1925 advocaat en in 1931 notaris, allemaal telkens in Wiesbaden.

## Vlucht voor het Derde Rijk
Al snel na de machtsovername van de nazi's in 1933 kreeg Hirsch Ballin een antisemitisch beroepsverbod voor de functies van advocaat en van notaris. Na de Kristallnacht in november 1938 werd hij samen met zijn tweelingbroer Fritz bovendien in het concentratiekamp Buchenwald gestopt, dat hij op 12 april 1939 uit mocht op voorwaarde dat hij nagenoeg zonder bezittingen het Derde Rijk verliet. Mogelijk kreeg Hirsch Ballin hulp van Pieter Gerbrandy, de latere premier in ballingschap, bij het verkrijgen van politiek asiel in Nederland. Sindsdien woonde hij voornamelijk in Amsterdam. Na de Duitse invasie dook hij voor de duur van de bezetting in 1940 onder, in onder meer Utrecht en leverde hij een bijdrage aan het verzet. 

## Hoogleraar auteursrecht
Tijdens zijn onderduikperiode maakte hij kennis met de katholieke Maria Koppe met wie hij in 1947 zou trouwen en uit welk huwelijk in 1950 zijn eerste en enige zoon Ernst Hirsch Ballin werd geboren. In 1947 werd Hirsch Ballin ook privaatdocent aan de Rijksuniversiteit Utrecht en Rijksuniversiteit Leiden. Het jaar erop kreeg hij ook officieel de Nederlandse nationaliteit. Vanaf de jaren vijftig groeide hij uit tot een deskundige in het auteursrecht. In 1958 werd hij bijzonder hoogleraar in het nationaal en internationaal auteurs- en uitgeversrecht aan de Universiteit van Amsterdam. In 1962 werd hij daarin buitengewoon en in 1966 gewoon hoogleraar. In 1969 ging Ernst Denny Hirsch Ballin met emeritaat.